# 北平治安維持会
北平治安維持会（ほくへいちあんいじかい）は日中戦争期間中、日本軍が占領した北平市に設置された治安維持を主とする行政組織。
1937年7月29日、日本軍により北平が占領されると、翌30日に会長1名、常務委員7名による北平治安維持会が成立、併せて北平市政府が組織された。同年12月14日に中華民国臨時政府の成立と共に廃止された。